# Campesino

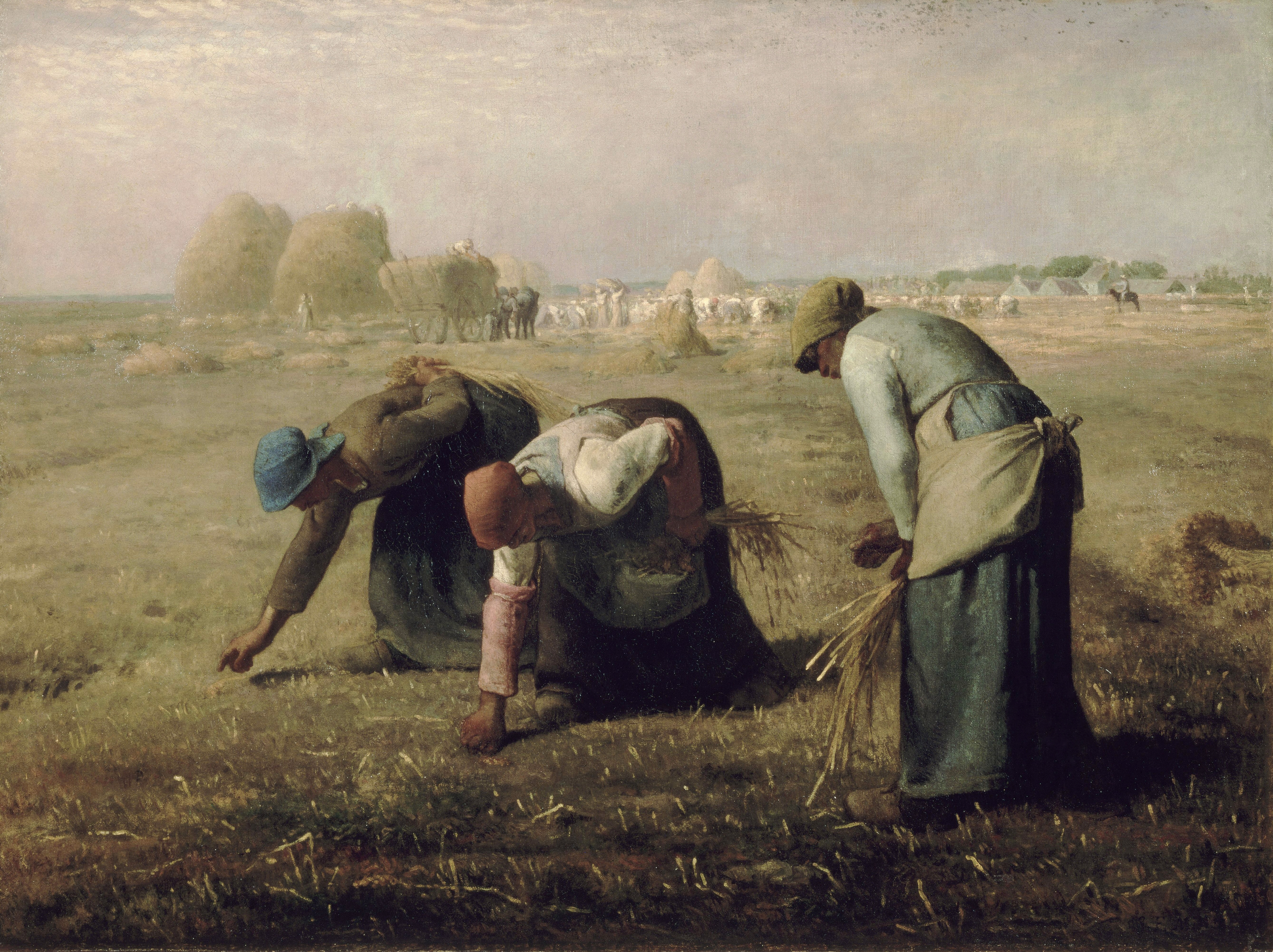
Las espigadoras, de Jean-Francois Millet.

El campesino o paisano es aquella persona productora que vive de la producción para el autoconsumo y que, en caso de tener excesos en su cosecha, los puede comercializar, sin ser esta su finalidad. Los campesinos son la base histórica de un pueblo y su herencia productiva.

## Definición
Según la Declaración de las Naciones Unidas sobre los Derechos de los Campesinos, "se entiende por campesino toda persona que se dedique o pretenda dedicarse, ya sea de manera individual o en asociación con otras o como comunidad, a la producción agrícola en pequeña escala para subsistir o comerciar y que para ello recurra en gran medida, aunque no necesariamente en exclusiva, a la mano de obra de los miembros de su familia o su hogar y a otras formas no monetarias de organización del trabajo, y que tenga un vínculo especial de dependencia y apego a la tierra".

## El campesinado medieval
Durante la Edad Media, el sistema feudal dominaba en Inglaterra. La gente, bajo el control de señores feudales vivía muy aisladamente en las aldeas y aun en los pueblos. El dueño del feudo exigía que la gente le rindiera gran parte de su labor a cambio de la libertad muy limitada de cultivar sus propios pequeños terrenos. Las humildes chozas de los campesinos contrastaban con las enormes casas de piedra y los castillos de los acaudalados terratenientes. Debido a que no tenía instrucción académica, los campesinos vivían en gran ignorancia y estaban llenos de temor y superstición, situación a la cual contribuyeron en gran medida las frecuentes pestes y el hambre, lo que culminó en la peste negra de 1349. La influencia de la Iglesia y el monasterio también era muy opresora.[cita requerida] Con él, la ciencia se separó de la religión.

## La revolución francesa
En Inglaterra, los campesinos independientes ('yeomenry) habían sido el puntal más firme de la república de Cromwell, pero para 1750 desaparecieron como sector social y con el acta de cercamiento de 1773 se eliminaron las tierras comunales y se completó el proceso de desplazamiento y sustitución de labradores por pastos y desarrolló el capitalismo bajo la tutela de grandes propietarios. En cambio, en Francia, en vísperas de la Revolución Francesa, el 80% de la población era rural, de la cual al menos el 60% eran campesinos. A pesar de algunos avances, la gran mayoría de la agricultura estaba limitada por un sistema señorial muy pesado. El boom demográfico de la segunda mitad del siglo allanó el camino para los acontecimientos revolucionarios a partir de 1789.
La década de la Revolución francesa, prolongada por el Primer Imperio, fue decisiva para el campesinado francés. En el espacio de una generación, se cuestionaron los fundamentos de la organización social del campo francés y de la propiedad de la tierra. El campesinado, cuyo peso fue tan fuerte en la sociedad francesa, jugó un papel activo en ese movimiento.

## El campesinado contemporáneo

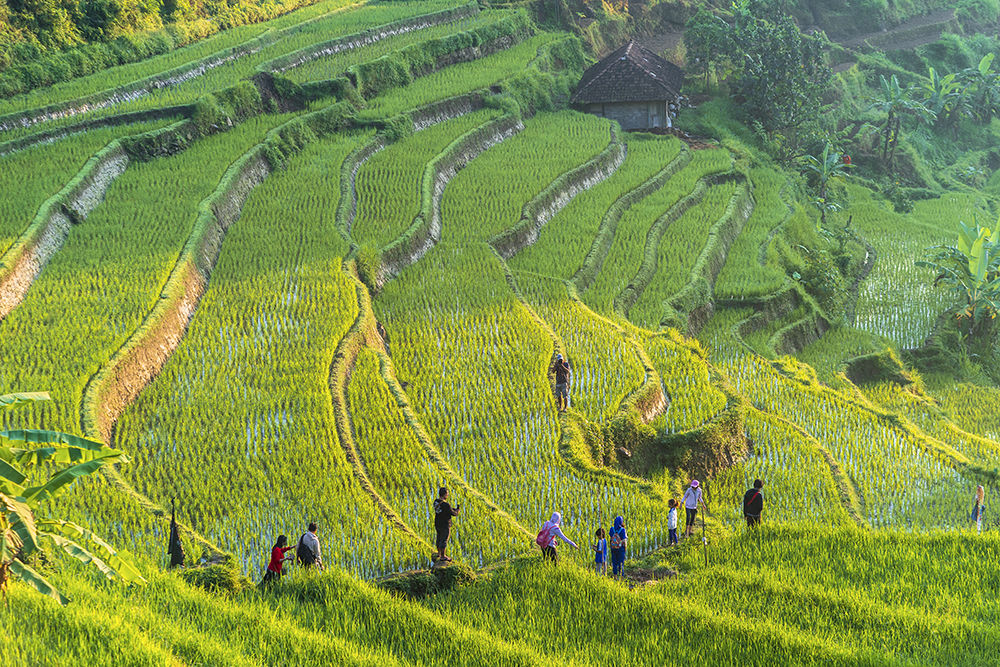
Campesinos en Java en 2020.

La población rural alcanza todavía cerca de la mitad de los habitantes del planeta, el 43% según estimaciones del Banco Mundial. Los pequeños agricultores aun alimentan al mundo. Poblaciones que abarcan muchos millones de individuos pueden caracterizarse como campesinos. El conjunto de los campesinos no es amorfo, sino que posee sus propias culturas y sus propias formas de organización económica y social. Además, estas formas de organización cambian de un comunidad de campesinos a otra, de un país a otro, de una región a otra. Los antropólogos con frecuencia se toman el trabajo de investigar un pueblo en Irlanda, en América Latina, en África, en la India o en China, en zonas del mundo que tuvieron una rica y abigarrada tradición cultural aportada por diferentes tipos humanos. Entre éstos, los agricultores rurales son un segmento importante. De este modo, estas poblaciones y comunidades que ahora se hallan bajo el análisis antropológico están en continua interacción y comunicación con otros grupos sociales.
Claude Meillassoux profundizó el estudio de las comunidades domésticas agrícolas, como organizaciones sociales integrales con capacidad de producción y reproducción, que persisten hasta la actualidad y como "modo de producción doméstico". Puede distinguirse en general las comunidades campesinas de las comunidades indígenas, porque los indígenas sólo poseen y aprovechan una tierra en cuanto son integrante de la comunidad, que es la propietaria del suelo, mientras que la familia campesina es la poseedora o la propietaria directa de la tierra y la comunidad campesina existe sólo como asociación o resultado histórico de la apropiación realizada por las familias.
Para Teodor Shanin, "el campesinado se compone de pequeños productores agrícolas que con la ayuda de equipo sencillo y el trabajo de sus familiares, producen sobre todo para su propio consumo y para el cumplimiento de sus obligaciones con los detentadores del poder político y económico".
Aleksandr Chayánov sostuvo que no es posible las categorías y leyes económicas de la teoría formulada para los fenómenos de la sociedad capitalista, tratándose del análisis de sistemas económicos no capitalistas, como es el caso de la unidad económica familiar no asalariada campesina. En la unidad campesina "la actividad económica humana es dominada por la existencia de satisfacer las necesidades de cada unidad de producción, que es al mismo tiempo una unidad de consumo”.
Para Van der Ploeg en el contexto actual hay que explicitar el modo campesino de hacer agricultura o forma dinámica en que los campesinos determinan el proceso agrícola de producción y su condición de agente como característica central dentro del sistema económico. Los campesinos crean y desarrollan una base de recursos autocontrolada y autogestionada, la cual permite formas de coproducción entre hombre y naturaleza viva e interactuar con el mercado para garantizar la supervivencia y las perspectivas a futuro y fomentar la autonomía, dependiendo de las particularidades de la coyuntura socioeconómica dominante.
Por otra parte, Lamarche introdujo la categoría de agricultura familiar, que para él no coincide siempre con la categoría de explotación campesina. Analiza como en determinados contextos socioeconómicos, políticos e históricos "la producción agrícola, es siempre asegurada por explotaciones familiares". Esto evidencia una amplia diversidad de situaciones, donde con sus particularidades, las explotaciones familiares poseen una alta capacidad de adaptación a las coyunturas sociales, políticas y del mercado y en general, a la situación del contexto.

Un aspecto es la capacidad de adaptación, resistencia y autonomía de las economías familiares o campesinas y otra la forma como el capital trata de subordinarlas. Mellassoux analiza el papel del capital transnacional como contraparte de la comunidad doméstica actual, a la cual consigue subordinar y explotar de manera orgánica, descargando costos mediante la transferencia de valor entre sectores económicos que funcionan sobre la base de relaciones de producción diferente", en un proceso contradictorio en el cual la producción doméstica es destruida y preservada. Chayanov había percibido desde 1925, cómo mediante el crédito, la comercialización y las inversiones en irrigación, tecnología, transporte, silos, procesamiento u otras empresas, el capitalismo financiero penetra la agricultura y controla a los pequeños productores, hasta convertir a campesinos en su fuerza de trabajo. 

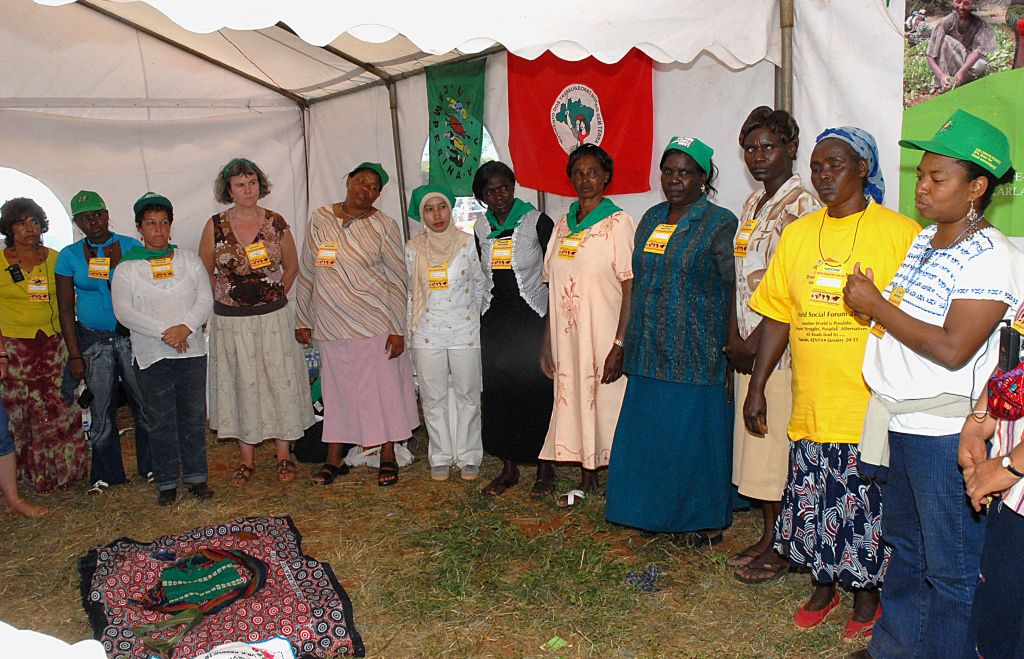
Mujeres de la Vía Campesina en 2007.

Bernardo Mançano Fernandes considera que la destrucción y recreación de los campesinos en el capitalismo es un proceso de lucha, en el cual la resistencia a la dominación es esencial, para comprender la historia campesina y la construcción de la identidad de los campesinos como sector social que ha participado, coexistido y sobrevivido en diferentes tipos de sociedades. Hay momentos en que los campesinos son despojados de sus tierras o el capital avanza subordinándolo o eliminándolo y hay momentos en que los campesinos conquistan o reconquista territorios y autonomía. Es por ello que la estigmatización del concepto de campesino "está directamente relacionada con su papel histórico de resistencia" y se trata de negar el nombre campesino para garantizar su control social y territorial. Por lo mismo, la denominación escogida por la principal organización internacional de los campesinos es Vía Campesina.

### El campesinado en el marxismo

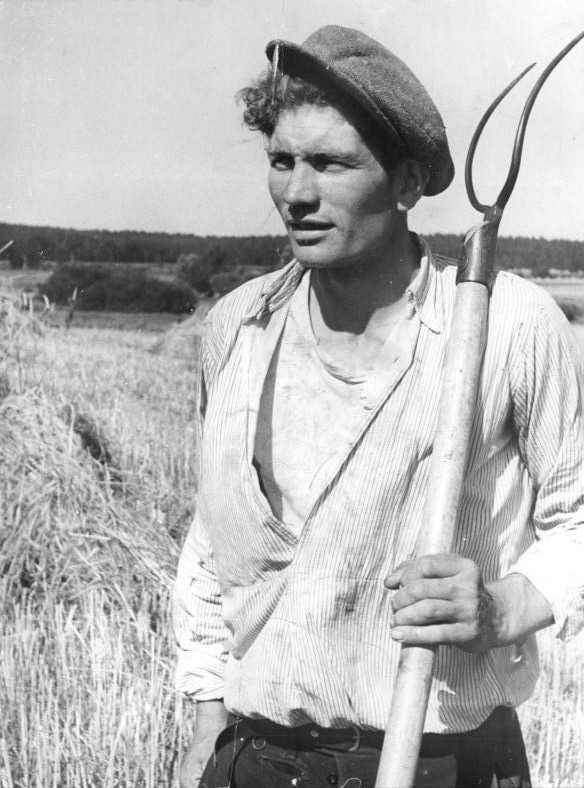
Campesino alemán, en 1955.

En la teoría marxista, los campesinos son productores agrarios que, al mismo tiempo, trabajan en la tierra y son propietarios (o poseedores) de la misma, es decir, tienen la "gestión técnica" de la producción en su parcela o terreno. En los diferentes modos de producción, épocas y lugares, el campesino va evolucionando de un modo u otro con estas circunstancias; por ejemplo, en Occidente: en el clasicismo, con las conquistas del Imperio Romano, los campesinos libres dejan de trabajar por cuenta ajena, en los latifundios, para ser sustituidos por esclavos, lo que da inicio al modo de producción esclavista; en el feudalismo, son siervos o libres de nuevo, y pagan regularmente una renta al señor feudal o terrateniente; y bajo el capitalismo, deben luchar por la tierra y sufren la competencia de la industria y el agribusiness, con lo que se ven cada vez más relegados y migran hacia las ciudades.
Ya Lenin había planteado en Rusia la alianza entre obreros y campesinos para iniciar la revolución contra los terratenientes y la alta burguesía. En la obra Programa agrario de la socialdemocracia expuso la teoría de los dos tipos de desarrollo capitalista del campo: el tipo ”prusiano” o junker, a partir de la gran propiedad terrateniente; y el tipo “norteamericano” o farmer, a partir de los campesinos. Según él, a la socialdemocracia y a la clase obrera les correspondía apoyar decididamente al campesinado en lucha por al desarrollo por la vía campesina.
La realidad de la revolución rusa de octubre de 1917, llevó a la práctica  el programa de la nacionalización de la tierra defendido por Lenin: los bolcheviques apoyaron el programa campesino y, una vez en el poder los soviets decretaron todas las medidas propuestas por el congreso de los campesinos, que siguieron a los bolcheviques sólo porque ellos realizaron el programa campesino. El Segundo Congreso de toda Rusia de los Soviets declaró ley provisional el contenido íntegro del “mandato campesino” publicado por el Soviet de diputados campesinos y redactado sobre la base de los 242 mandatos campesinos locales, el cual declaraba:

Será abolido para siempre el derecho de propiedad privada de la tierra; la tierra no podrá ser vendida, comprada, arrendada, hipotecada o alienada de modo ninguno... se convertirán en propiedad de todo el pueblo y pasarán a ser usufrutuadas por aquellos que las trabajan... Las tierras en las que se practica una agricultura de alto nivel técnico... no serán divididas, sino convertidas en haciendas modelo y entregadas en usufructo exclusivo al Estado o a las comunidades rurales... El derecho al usufructo será otorgado a todos los ciudadanos del Estado ruso, sin distinción de sexo, que deseen cultivarla...

El maoísmo analizó el papel del campesinado en las revoluciones de los países dependientes del imperialismo y sacó como conclusión que, en aquellos países en los que el campesinado fuera una fuerza numerosa, y por lo tanto, la más pobre y movilizable, era muy importante conseguir su aparticipación como fuerza motriz principal de la revolución, pero sin dejar de plantear que la hegemonía en la revolución democrática, en tránsito al socialismo, debía seguir siendo la clase obrera.
Durante la Revolución social española de 1936, los campesinos también tuvieron un papel fundamental, ya que España era un país en el que mucha gente vivía de la agricultura. Los campesinos protagonizaron la colectivización en diferentes puntos de Andalucía, Aragón, Cataluña o Extremadura. Probablemente el mayor ejemplo sobre la revolución social en la España de 1936 vino de los miles de colectividades agrarias que se dieron. La gran parte de estas colectividades nacieron como respuesta a las tierras que quedaron vacías o fueron incautadas por los comités tras el golpe de Estado. El IRA llevó la cuenta de unas 1500 colectividades en toda España, siendo posiblemente este número elevado a 2500. Las colectividades eran organizaciones dentro del propio pueblo que gestionaban la producción, el trabajo y el reparto de todos los bienes y servicios. En algunos pueblos llegaron a ser toda la población mientras que en otros eran solo parte de esta. Hay que tener en cuenta que, si bien se han atribuido las colectividades al empuje confederal, la UGT tenía un poderoso sindicato campesino llamado Federación Nacional de Trabajadores de la Tierra (FNTT), que en 1936 tenía más de medio millón de afiliados y cuando estalló la revolución, gran parte de estos afiliados estaban a favor de las colectividades.

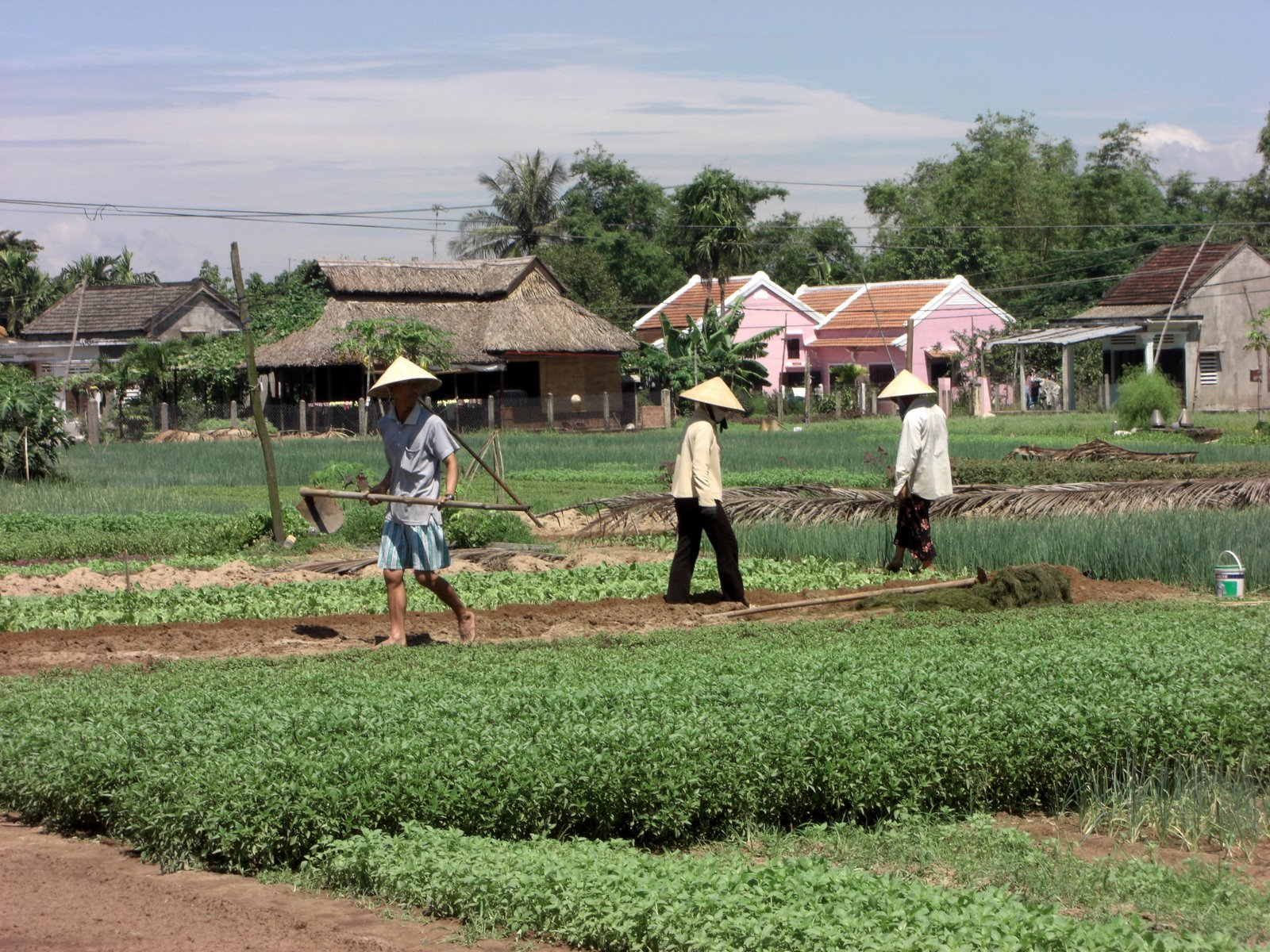
Campesinos vietnamitas

En América Latina, como resultado de la lucha campesina ha habido varios procesos de reforma agraria. Entre ellos se destacan por su alcance estructural, los de la revolución mexicana, la revolución boliviana de 1952, la revolución cubana y la reforma agraria chilena de 1962-1973.
El rápido desarrollo de la agricultura en Vietnam, donde la gran propiedad fue abolida, fue alcanzado con fincas de menos de 6 hectáreas. El decreto 100 de 1981 promovió las parcelas familiares y la iniciativa campesina, tras lo cual la agricultura vietnamita se convirtió en un éxito mundial. Aspecto importante de ese proceso fue la generación de tecnología propia que elevó la productividad del pequeño productor. Desde 2015 Vietnam están fomentando asociaciones de productores agropecuarios y pequeñas empresas de agronegocio de alta tecnología.

### El campesinado en la actualidad
Según la ONU, los campesinos son responsables del 80% del alimento producido en el mundo. Sin embargo, también es la población más propensa a sufrir hambre.

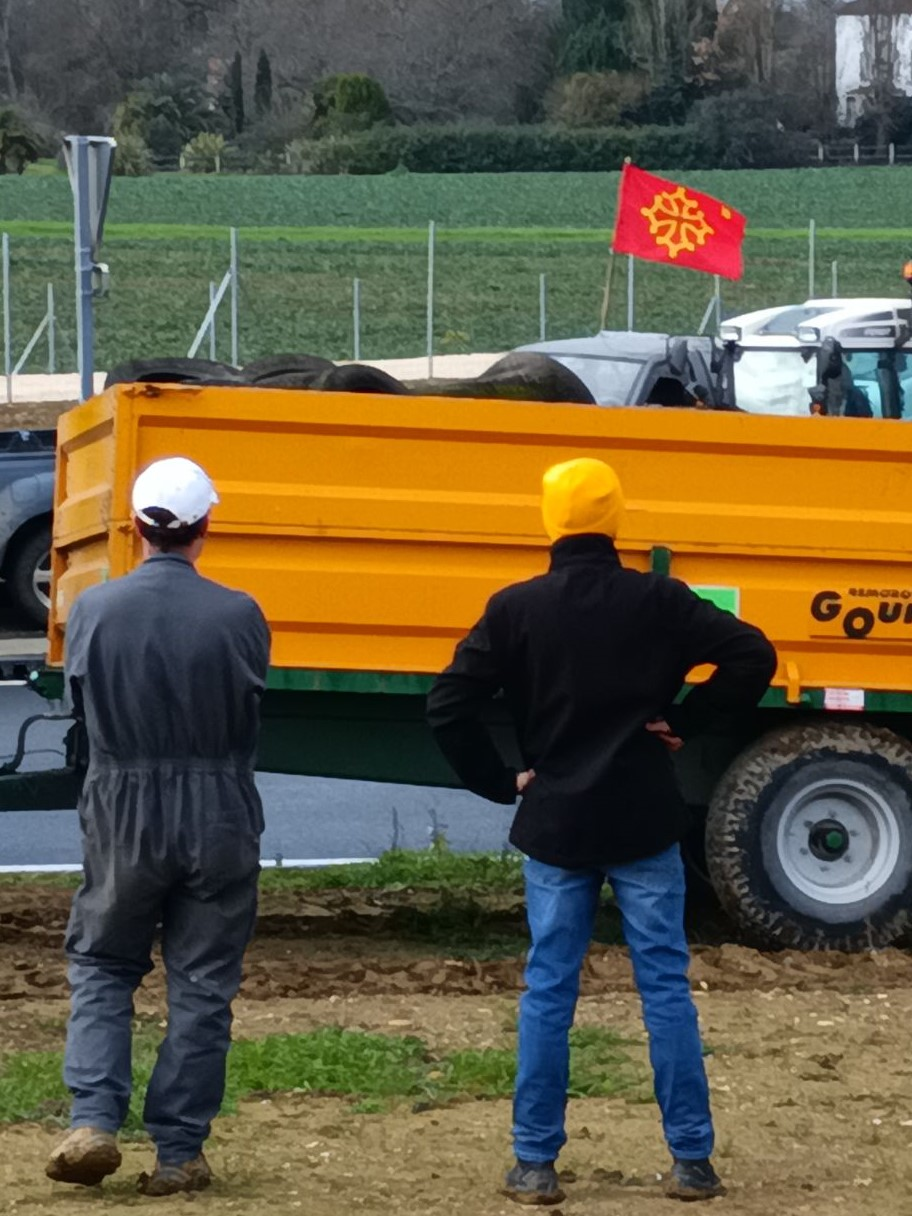
Manifestación de los campesinos occitanos en Agén (Lot y Garona), 22 de enero de 2024

Puede concluirse que aunque la participación porcentual de los campesinos en el conjunto de la población disminuyó, las familias campesinas demostraron gran flexibilidad adoptar tecnologías y nuevos métodos de producción y una habilidad real para ajustarse a nuevas condiciones para ganarse la vida fuera de la parcela, por ejemplo mediante trabajo asalariado de algunos miembros de la familia, incluso los que migran a otros países. Además, han tenido y tienen lugar procesos de creación del conjunto de los campesinaos, realizados tanto por jóvenes u otras personas interesadas en la agricultura, la ecología y la alimentación, como por desempleados o migrantes que van a vivir y trabajar en aldeas y tierras abandonadas o nuevas o por familias sin tierra que mediante la organización, la movilización y la acción directa reivindican y obtienen el acceso a la tierra.